# Іннервація

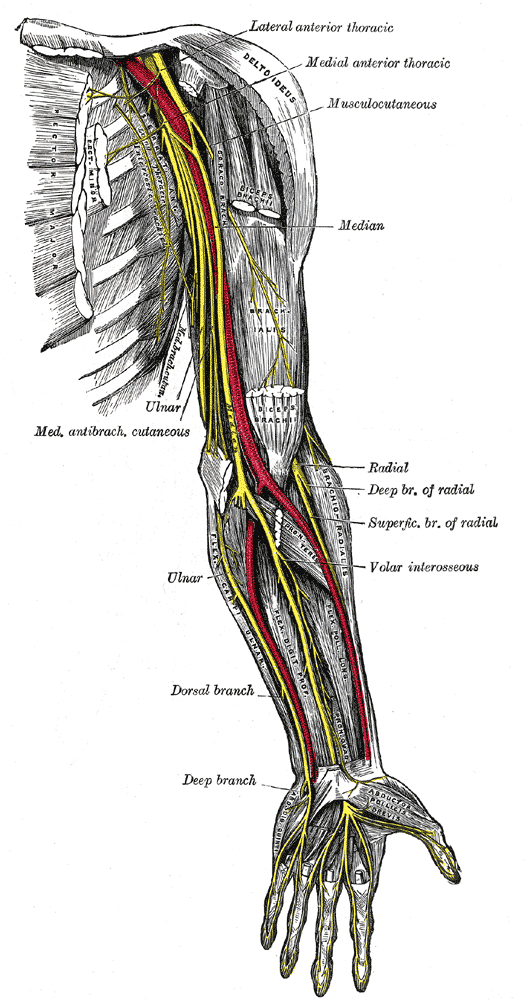
Нерви (жовтий колір)

Іннерва́ція (від лат. In — в, всередині і нерви) — пронизаність органів і тканин нервами, що забезпечують їхній зв'язок з центральною нервовою системою (ЦНС).

## Види іннервації
Розрізняють іннервацію аферентну (чутливу) і еферентну (рухову). Сигнали про стан органу і процеси, що відбуваються в ньому сприймаються чутливими нервовими закінченнями (рецепторами) і передаються в ЦНС по доцентрових волокнах. За відцентровими нервами здійснюється передача сигналів відповіді, що регулюють роботу органів, завдяки чому ЦНС постійно контролює й змінює діяльність органів і тканин відповідно до потреб організму.

## Роль центральної нервової системи
Роль ЦНС в регуляції функцій різних органів неоднакова. В одних органах (наприклад, в скелетному м'язі або в слинній залозі) сигнали, що надходять з ЦНС, визначають всю їхню життєдіяльність; тому повне роз'єднання з ЦНС — денервація — призводить до атрофії органу. Деякі інші органи (наприклад, серце, кишковик) мають здатність до діяльності під впливом імпульсів, що виникають в самому органі. В таких випадках денервація не призводить до атрофії, а лише обмежує в тій чи тій мірі пристосувальні реакції, які, однак, зберігаються не тільки внаслідок гуморальної регуляції, а й завдяки наявності внутрішньої нервової системи. Денервація ниркових нервів застосовується при серцево-судинних захворюваннях.